# Demnitz (Steinhöfel)
Demnitz ist ein Ortsteil der Gemeinde Steinhöfel im Landkreis Oder-Spree im Land Brandenburg.

## Geographische Lage
Der Ortsteil liegt südöstlich des Gemeindezentrums; nördlich befindet sich der Ortsteil Hasenfelde. Es folgen im Uhrzeigersinn die Ortsteile Wilmersdorf und Falkenberg (zu Briesen (Mark)) sowie die Stadt Fürstenwalde/Spree. Der überwiegende Teil der Gemarkung wird landwirtschaftlich genutzt. Bewaldete Flächen befinden sich im mit der Wildheide im Südwesten und weiteren Waldflächen im Osten. Nordöstlich bildet der Upstallgraben eine natürliche Grenze, der in südlicher Richtung durch Demnitz fließt. In derselben Richtung entwässert auch der Demnitzer Hauptgraben, der in den Wasserüberleiter Steinhöfel ebenfalls in den Upstallgraben fließt. Als weiterer Kanal entwässert der Kuhluchgraben in südwestlicher Richtung in den Neuendorfer Hauptgraben und schließlich in die Spree. Die Bebauung konzentriert sich um einen historischen Dorfanger, der mittig in der Gemarkung liegt und sich dort in Nord-Süd-Richtung erstreckt.

## Geschichte
Demnitz wurde am 15. Juni 1354 erstmals urkundlich erwähnt. Der Name leitet sich aus der slawischen Sprache ab und bedeutet so viel wie aus wilder Wurzel. Demnach wurde Demnitz durch eine Rodung gegründet. In der Zeit der Spätgotik, d. h. von 1350 bis ca. 1520/1530 entstand die Dorfkirche. 1719 wurde der Ort als königliches Eigentum zum Allod und gelangte 1805 in den Besitz des Hofmarschalls Valentin von Massow. Dort blieb es bis zum Ende des Zweiten Weltkrieges. 1979 eröffnete im Pfarrhaus eine Heimatstube. Mit Wirkung zum 26. Oktober 2003 wurde Demnitz zu Steinhöfel eingemeindet.

## Sehenswürdigkeiten und Kultur

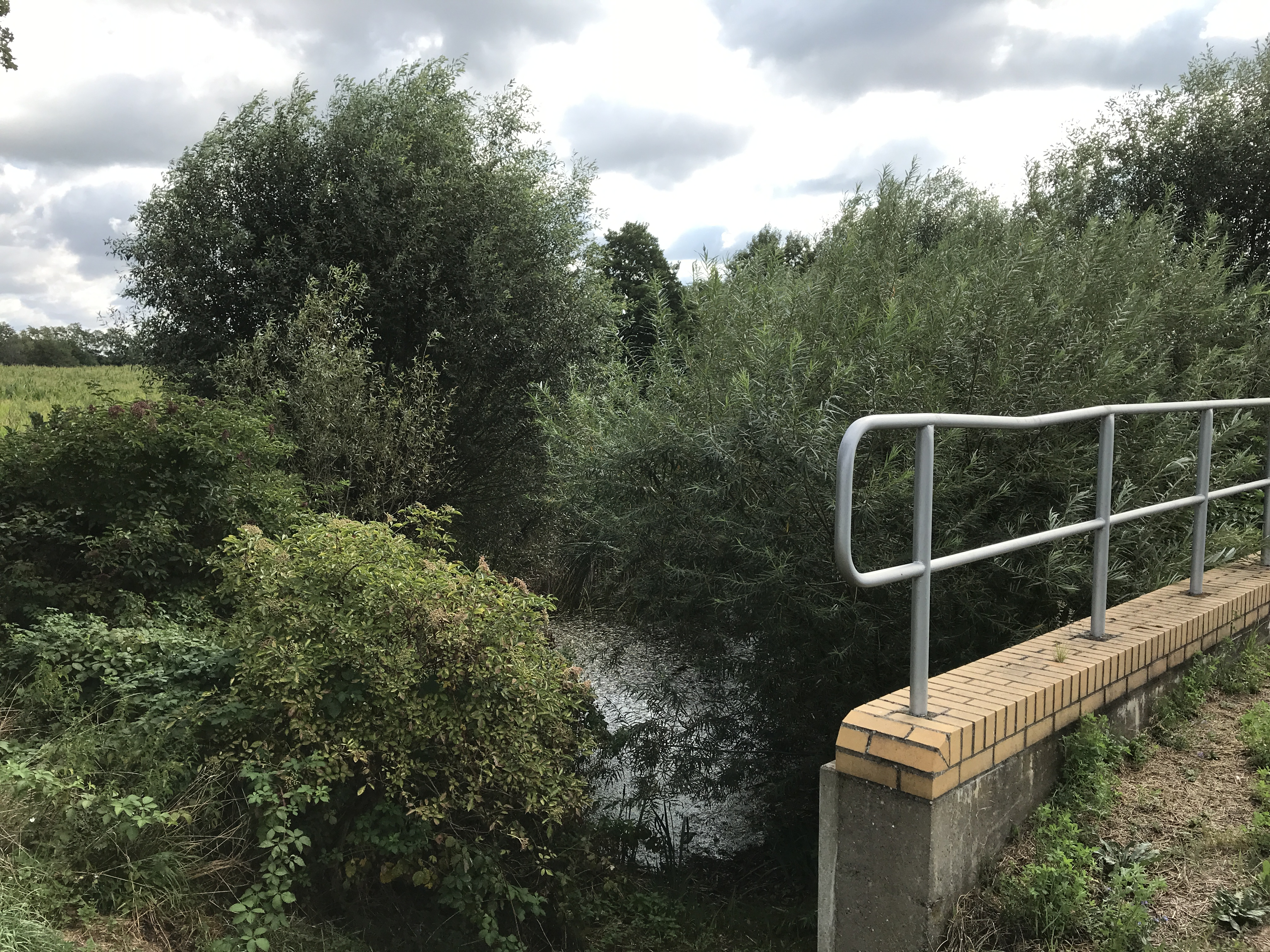
Hohe Brücke

- Die Dorfkirche Demnitz ist eine Feldsteinkirche. In ihrem Innern steht unter anderem ein hölzernes Altarretabel aus dem Ende des 16. Jahrhunderts
- Heimatverein Demnitz, der unter anderem die Geschichte des Dorfes in einer Heimatstube im ehemaligen Gutshaus präsentiert. Sie geht auf eine langjährige Arbeit des Ortschronisten Rudolf Oßwald zurück.
- Hohe oder eiserne Brücke: Adelheid von Massow, geborene Kuylenstjerna, ließ 1868 den Weg zwischen Steinhöfel und Demnitz begradigen und eine Brücke errichten. Diese wurde 1892 erstmals renoviert. Im Volksmund erzählten sich die Einwohner, dass sich dort zu einer früheren Zeit Geister aufgehalten haben, die um Mitternacht erschienen. Lange Zeit mieden die Demnitzer daher die Brücke. 1958 wurde das Bauwerk verstärkt; 1973 die Straße verbreitert und geteert. An die volkstümliche Geschichte informiert seit 2008 eine Tafel nördlich der Brücke.[3]
- Oldtimerfreunde Demnitz

## Wirtschaft und Infrastruktur

### Wirtschaft
Im Ort befindet sich das Gemeindeamt von Steinhöfel.

### Verkehr
Die Dorfstraße verläuft von Nordwesten kommend in südlicher Richtung durch den Ort und bildet die Hauptverkehrsachse. Über sie besteht eine Verbindung nach Steinhöfel sowie über die südliche Verbindung der Landstraße 38 zur Bundesautobahn 12. Die Buslinie 433 des Busverkehrs Oder-Spree verbindet Demnitz mit Arensdorf und Fürstenwalde.